# Andy Titterrell
Pas d'image ? Cliquez ici

a Compétitions nationales et continentales officielles uniquement.

b Matchs officiels uniquement.
Dernière mise à jour le 15 novembre 2021.
Andrew James Titterrell, né le 10 janvier 1981 à Dartford, est un joueur de rugby international anglais évoluant  au poste de talonneur.

## Biographie
Il a commencé à jouer au rugby à Sevenoaks dès l’âge de 7 ans. Par la suite, il est passé rapidement par les Saracens et Waterloo avant de rejoindre les Sharks en 2001. Titterrell a également été international des -16, -18, -19, -21, avant d’être retenu pour la première fois en équipe d’Angleterre en 2003 à l’âge de 21 ans. Il devra attendre 2004 pour avoir sa première cape face aux All Blacks.

## Carrière
- Saracens
- Waterloo RFC
- 2001-2007 : Sale Sharks
- 2007-2009 : Gloucester RFC
- 2009-2012 : Leeds Carnegie
- 2011-2012 : Sale Sharks (prêt)
- 2012-2013 : Édimbourg Rugby
- 2013-2014 : London Welsh

## Palmarès

### En club
- Vainqueur du Challenge européen en 2005 avec Sale
- Vainqueur du Championnat d'Angleterre en 2005-06 avec Sale

### Avec l'équipe d'Angleterre
- 5 sélections
- Sélections par année: 2 en 2004, 2 en 2005, 1 en 2007.
- Participation au Tournoi des Six Nations 2005

### Avec lesLions britanniques
- 3 matchs de tournée
- Matchs par année: 3 en 2005